# Мануэль Антонио Кордеро-и-Бустаманте
Мануэль Антонио Кордеро-и-Бустаманте (исп. Manuel Antonio Cordero y Bustamante; 1753 — 25 марта 1823) — испанский военный и политик, исполнявший обязанности губернатора Коауилы (в нынешней Мексике; 1797—1798), губернатором той же провинции (1798—1817), исполняющим обязанности губернатор Техаса (1805—1808) и губернатор провинции Сонора и Синалоа (в частности, он был губернатором-интендантом Соноры; в современной Мексике, 1813 и 1819).

## Биография

### Ранние годы
Мануэль Антонио Кордеро-и-Бустаманте родился в андалузской провинции Кадис, Испания. В возрасте 19 лет он поступил в испанскую армию, начав свою карьеру кадетом 1 декабря 1767 года. Он провел в этой армии всего четыре года и к 1771 году жил в Мексике, где поступил в местную колониальную армию. Таким образом, более семи лет он служил в различных испанских армиях, таких как Пехота Самора и Драгуны Испании и Новой Испании. Кроме того, он был членом гарнизонов Ханоса и пресидио Сан-Буэнавентуры, как в Чиуауа, в современной Мексике. В конце концов, он достиг звания подполковника.
С 1777 по 1790 год он участвовал во многих войнах в Provincias Internas (Внутренние провинции), провинции, состоящей из Альты и Нижней Калифорнии, Аризоны, Нью-Мексико, Техаса, Нуэва-Бискайи и Коауилы, а также в других регионах северной Мексики. Там он впервые познакомился с Техасом и Коауилой, двумя местами, где позже он занял пост губернатора. Он участвовал в общей сложности в двадцати пяти военных кампаниях в регионе. В большинстве из них он исполнял обязанности командира, кроме четырех, в которых служил только подчиненным.
В 1787 году Кордеро-и-Бустаманте подписал мир с несколькими коренными американцами этой зоны: мимбреньо (племя апачей) и хилена. Позже он служил командующим провинцией Нуэва-Бискайя, сохраняя эту должность с 1790 по 1791 год. В это время он «преследовал мародеров» и подавлял восстания коренных американцев против испанского правительства. Эти восстания подразумевали нападение на ранчо поселенцев. Бустаманте применил наказание к таким мятежникам.
В 1794 году Бустаманте вернулся, чтобы сражаться с народами мимбреньо и хилена, напавшими на Пресидио Ханос, чтобы подчинить их испанской власти. В 1795 году он возглавил военную кампанию в Президио-дель-Норте (Северный Президио), где сражался с мескалеро. С 1795 по 1800 год Бустаманте основал множество поселений и городов в Коауиле и возвел оборону этого места. 27 декабря 1796 года он начал вести войска от границы Коауилы, занимая должность командующего.
В январе 1797 года король Испании назначил его губернатором Техаса, чтобы заменить Мануэля Муньоса в последние годы его жизни. Однако в это время он сражался с апачами и поэтому не смог занять эту позицию. Позднее, 27 марта того же года, король Испании назначил его исполняющим обязанности губернатора Коауилы. Кордеро отправил письмо Мануэлю Муньосу, в котором указывалось, что он был назначен исполняющим обязанности губернатора этого региона.
Однако в 1805 году, когда Кордеро правил Коауилой, он также был назначен исполняющим обязанности губернатора Техаса, и ему пришлось покинуть управление Коауилы.

### Управление в Коауиле и Техасе
В сентябре 1805 года, во время своего правления в Техасе, он прибыл в Сан-Антонио, потому что получил приказ усилить несколько военных постов в пресидио Оркокиза, Накогдочес и Лос-Адаес. Кордеро-и-Бустаманте привел войска в Накогдочес для защиты границы Техаса с Луизианой (которая была целью американского правительства, которое хотело оккупировать регион. Действительно, эта территория в настоящее время принадлежит Луизиане). Однако осенью 1806 года эта зона перестала быть спорной, так как получила статус нейтральной зоны.
Кроме того, он способствовал эмиграции в Техас, в основном ремесленников, для строительства форта против американского вторжения. Он убедил людей из внутренних районов современной Мексики эмигрировать в Техас, но он также пытался заставить иммигрантов из Северной Америки покинуть провинцию, и он установил закон, который освободил тех рабов, которые эмигрировали из Луизианы в Техас . Кроме того, он способствовал хорошим отношениям между солдатами и поселенцами с коренными американцами для защиты границ от иностранных вторжений. В 1806 году Кордеро-и-Бустаманте приказал построить в Техасе первый госпиталь, который в первую очередь предназначался для ухода за солдатами.
Кордеро-и-Бустаманте правил Техасом до 7 ноября 1808 года. В этом году он закончил свой срок, и его заменил Мануэль Мария де Сальседо (назначен губернатором Техаса 24 апреля).
В 1809 году Кордеро-и-Бустаманте был назначен губернатором Коауилы. Однако по королевскому приказу ему пришлось временно продолжать жить в Техасе, чтобы помогать Сальседо в его новых обязанностях губернатора и в защите границ провинции. Он оставался там до 1810 года. Также в это время он планировал создать районы поселений в Колорадо, Сан-Маркос-де-Реве, Бразосе, Тринити и на реке Гуадалупе. Однако ему удалось создать поселения только в Сан-Маркосе и Тринидаде, в дополнение к еще одному поселению: Вилла-Палафокс.
Он переехал в Коауилу в 1810 году, начав свой срок на посту губернатора этой провинции.
В 1813 году Кордеро был губернатором провинции Сонора и Синалоа; в частности, он был губернатором-интендантом Соноры.
В 1817 году он ушел с поста губернатора Коауилы, а в 1819 году снова стал губернатором Соноры и Синалоа.

### Последние годы
Позднее, в 1822 году, Кордеро был назначен командующим Западной Внутренней провинцией и генерал-фельдмаршалом, хотя и умер вскоре после этого, в декабре 1823 года, в то же время, когда он лежал заболел в городе Дуранго, Мексика. Он отказался одобрить план Каса-Мата, положивший конец первой империи и ушел в отставку 6 марта 1823 года. Он умер через несколько дней. Похоронен 25 марта 1823 года.
Кордеро-и-Бустаманте написал очень важную монографию о команчах.

## Личная жизнь
Исследователь Америки Зебулон Пайк сделал интересное физическое и личное описание Кордеро. По его словам, испанский политик и солдат был блондином с голубыми глазами, ясным цветом лица и ростом около пяти футов и десяти дюймов. Что касается его поведения, то он считал, что военный очень уверен в себе и является одним из самых способных командиров на испанско-техасской границе.